# Ленінець (Брагінський район)
Ленінець — (біл. пасёлак Ленінец), селище в складі Брагінського району розташоване в Гомельській області Білорусі. Селище підпорядковане Маложинській сільській раді і в ньому мешкає 29 осіб (станом на 2004 рік).
Поселення Ленінець розташоване на південному сході Білорусі, у південній частині Гомельської області, за 24 кілометри східніше від районного центру Брагіна.